# گریز (مجموعه تلویزیونی)
گریز یک مجموعه تلویزیونی پلیسی ایرانی است که در سال ۱۳۷۵ و در ۲۰ قسمت، به کارگردانی کریم آتشی و نویسندگی جواد اردکانی ساخته شد.

## بازیگران
- عنایت‌الله بخشی
- الهام پاوه‌نژاد
- مهری ودادیان
- دانیال حکیمی
- نعمت‌الله گرجی
- مرجانه گلچین
- بیوک میرزایی
- عزت‌الله رمضانی‌فر
- حسن جوهرچی
- حسین خانی‌بیک
- بیوک میرزایی
- فرهاد خانمحمدی
- رامین پرچمی
- مهدی آریان‌نژاد
- رضا صفایی‌پور
- زهره صفوی
- فریده صابری
- خسرو فرخزادی
- میترا اویسی
- محمد طاهر
- مهین امیرافضلی
- نسرین جمالی
- میترا توکلی
- نیلوفر محمودی
- پیام فهیمی‌فر
- امید آهنگر
- سعید شیخ‌زاده